# Васильевка (Кудымкарский район)
Васильевка — деревня в Кудымкарском районе Пермского края. Входила в состав Степановского сельского поселения. Располагается восточнее от города Кудымкара. Расстояние до районного центра составляет 10 км. По данным Всероссийской переписи населения 2010 года, в деревне проживал 1 мужчина.

## История
По данным на 1 июля 1963 года, в деревне проживало 103 человека. Населённый пункт входил в состав Юринского сельсовета.